# Johann Karl Khevenhüller-Metsch
Johann Karl Khevenhüller-Metsch, též Karel von Khevenhüller-Metsch, Jan kníže Khevenhüller nebo Johannes von Khevenhüller-Metsch, počeštěně Jan Karel z Khevenhülleru (19. prosince 1839 Ladendorf – 11. září 1905 Riegersburg) byl rakouský šlechtic z rodu Khevenhüller-Metsch, říšský kníže, rytíř Řádu zlatého rouna a politik německé národnosti z Čech, v 2. polovině 19. století poslanec Říšské rady.

## Život
Sloužil v armádě, kde dosáhl hodnosti majora. Z důvodu dluhů se roku 1864 přihlásil ke sboru rakouských dobrovolníků do Mexika. Dne 19. listopadu 1864 nastoupil ve francouzském přístavu St. Nazaire na loď a 7. prosince připlul do Veracruzu, kde se připojil k 70 tisícům vojáků, kteří měli chránit a doprovázet Habsburka Maxmiliána v Mexickém císařství.
Po odchodu většinového vojska Francouzů v roce 1866 Khevenhüller zůstal a byl jmenován velitelem jízdního pluku 800 mužů, zvaného "Červení husaři". Sloužil Maxmiliánovi až do tragického konce jeho vlády. Byl svědkem neúspěšného vyjednávání s prezidentem Juárezem. Když byl Maxmilián v Querétaru zastřelen, byl to Khevenhüller, kdo na citadele vztyčil bílou vlajku. Byl zajat povstalci a po Maxmiliánově popravě vyjednal s mexickým generálem Porfiriem Díazem volný odchod pluku. Doprovodil Maxmiliánovu rakev zpět do Rakouska. Během celého pobytu v Mexiku si psal deník.
Roku 1868/1869 se zúčastnil expedice do nitra Afriky. Po roce 1868 byl dědicem statků v Čechách. Patřilo mu panství Komorní Hrádek. Roku 1871 se oženil s českou hraběnkou Eduardinou (Edinou) Clam-Gallasovou, s níž získal zámek Riegersburg, který dal adaptovat.
Zastával funkci nejvyššího dědičného hofmistra v Rakousích a nejvyššího zemského dědičného štolby v Korutanech. Byl též uherským magnátem. Roku 1888 získal titul komořího. Byl tajným císařským radou. V roce 1903 nastoupil jako rakouský generální konzul do Bejrútu.
V zemských volbách roku 1872 byl za velkostatkářskou kurii, svěřenecké velkostatky, zvolen na Český zemský sněm. Zastupoval provídeňskou a centralistickou Stranu ústavověrného velkostatku.

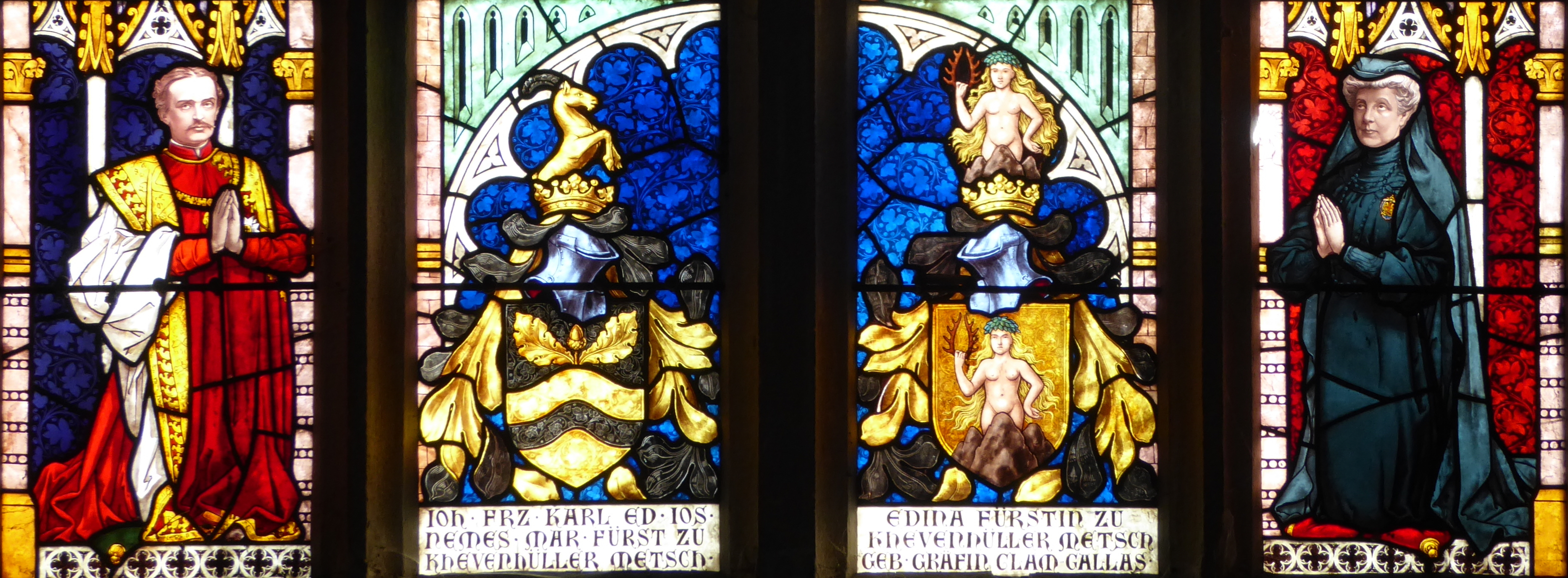
Manželé Khevenhüllerovi se svými rodovými erby; vitráž z hradní kaple v Hardeggu

Zemský sněm ho roku 1872 zvolil i do Říšské rady (celostátní parlament, volený nepřímo zemskými sněmy). Složil slib 7. května 1872. Uspěl i v prvních přímých volbách do Říšské rady roku 1873 za kurii velkostatkářskou. Rezignace byla oznámena dopisem 13. května 1878. Od roku 1878 byl dědičným členem Panské sněmovny (horní komora Říšské rady).. Za své zásluhy byl jmenován rytířem Řádu zlatého rouna a vyznamenán rakouským Řádem železné koruny.
Zemřel v září 1905. Příčinou úmrtí byla malárie.. Je pohřben v rodové hrobce Khevenhüllerů (kryptě) na hradě Hardeggu.